# ۱۳۲۳ (میلادی)
۱۳۲۳ (میلادی) هزار و سیصد و بیست و سومین سال تقویم میلادی است.

## درگذشتگان
‎